# كأس ملك إسبانيا 2011–12
كان كأس ملك إسبانيا 2011–12 النسخة 108 من بطولة كأس ملك إسبانيا. بدأت المسابقة يوم 31 أغسطس 2011 وانتهت يوم 25 مايو 2012. فاز بالنسخة برشلونة بعد تغلبه على أتلتيك بيلباو بثلاثة أهداف نظيفة في النهائي الذي أقيم بملعب فيسينتي كالديرون.

## وصلات خارجية
- MundoDeportivo.com (بالإسبانية)
- Marca.com (بالإسبانية)
- AS.com (بالإسبانية)